# Lípa republiky (Hloubětín)
Lípa republiky v Hloubětíně roste na náměstí Ve Starém Hloubětíně v městské části Praha 14 na zatravněné ploše u plaveckého bazénu.

## Historie
Lípa svobody byla vysazena 23. října 2018 na připomínku 100. výročí vzniku Československé republiky. Vysadila ji MČ Praha 14 a doplnila o kámen s vyrytým nápisem „Strom republiky, 100. výročí vzniku ČSR, 1918 - 2018“.